# Austrophya mystical
Espèce
Austrophya mystical est une espèce monotypique dans la famille des Synthemistidae appartenant au sous-ordre des Anisoptères dans l'ordre des Odonates.

## Répartition
Cette espèce se retrouve en Australie .